# Andorra távközlése
Andorra távközlési rendszere belföldön mikrohullámú kapcsolatokból áll, amik összekötik a központokat, külfölddel (Franciaországgal és Spanyolországgal) szárazföldi vonalak kapcsolják össze Andorrát. Az országban 35 000 fővonal és 51 900 mobiltelefon volt használatban 2006-ban. Az ország hívószáma: 376.
Andorrában 15 FM rádióadás működik, saját televíziója nincs.
Az országban 7058 TCP/IP-hálózatban működő kiszolgáló számítógép van, az internethasználók száma kb. 11 000.